# Siemensdamm (métro de Berlin)
Siemensdamm est une station souterraine de la ligne 7 du métro de Berlin (U7). Elle est située à l'ouest du centre-ville de Berlin, sous l'espace entre les voies Siemensdamm et Popitzweg dans le quartier Siemensstad et l'arrondissement de Spandau.
Mise en service en 1980, elle est exploitée par Berliner Verkehrsbetriebe (BVG). Elle est accessible par des escalators et des escaliers.

## Situation
Sur le réseau du Métro de Berlin la station souterraine de Rohrdamm est établie sur la ligne 7 entre les stations Rohrdamm (à 696 m) et Halemweg (à 923 m).
Géographiquement la station Siemensdamm est située sous l'espace entre les voies Siemensdamm et Popitzweg dans le quartier Siemensstad et l'arrondissement de Spandau,.

## Service des voyageurs

### Accueil
La station Siemensdamm est une station souterraine accessible par quatre accès, équipés d'escaliers et d'escalators. Elle est située dans la zone tarifaire B.

### Desserte
La station est desservie par les rames de la ligne 7 du métro de Berlin. Les horaires et les fréquences de passage sont à consulter sur le site de l'exploitant (voir lien externe en bas de page).

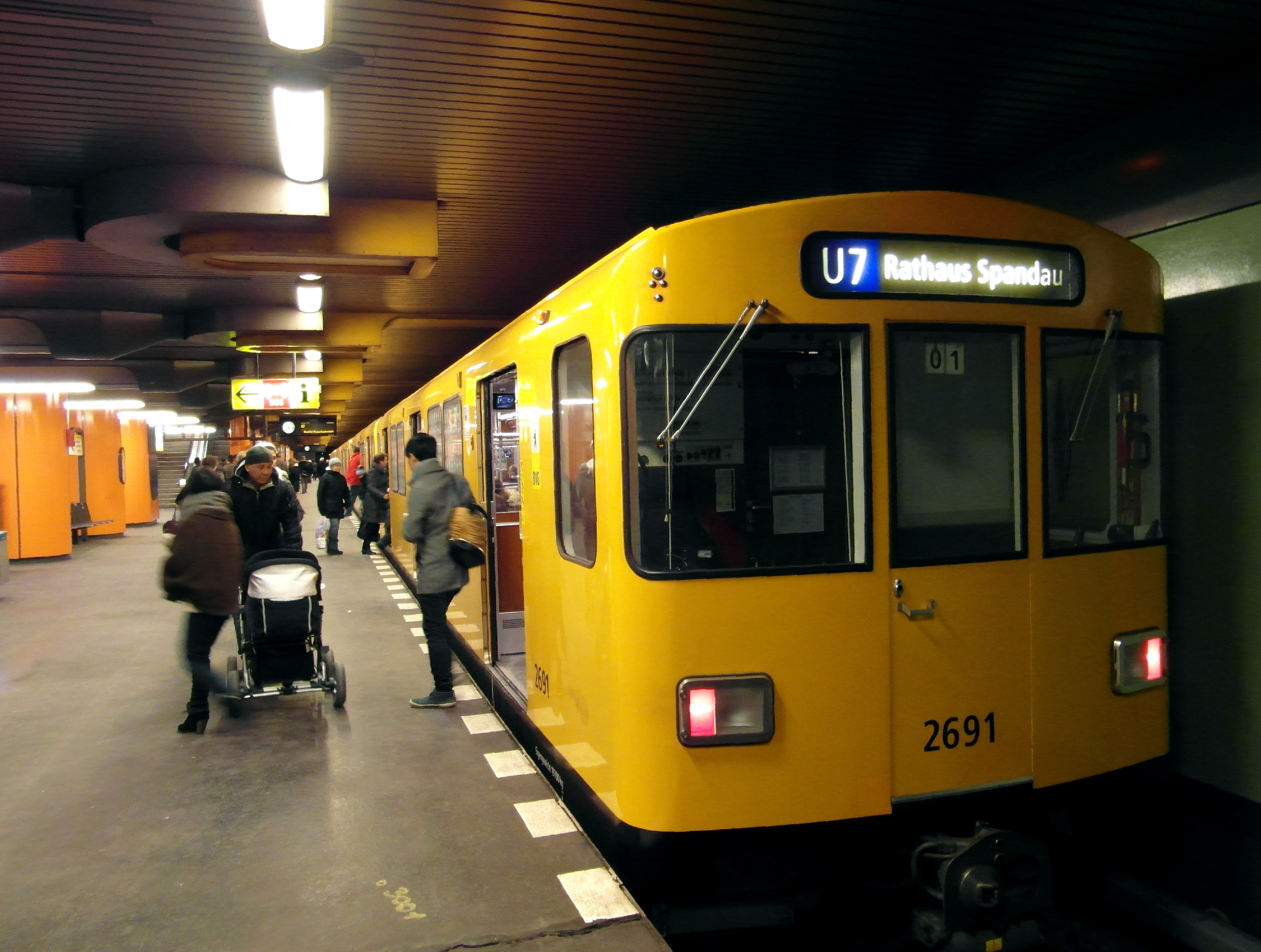
Rame du métro à l'arrêt dans la station.

### Intermodalité
À proximité des arrêts de bus (ligne : 123).